# Vriendschap

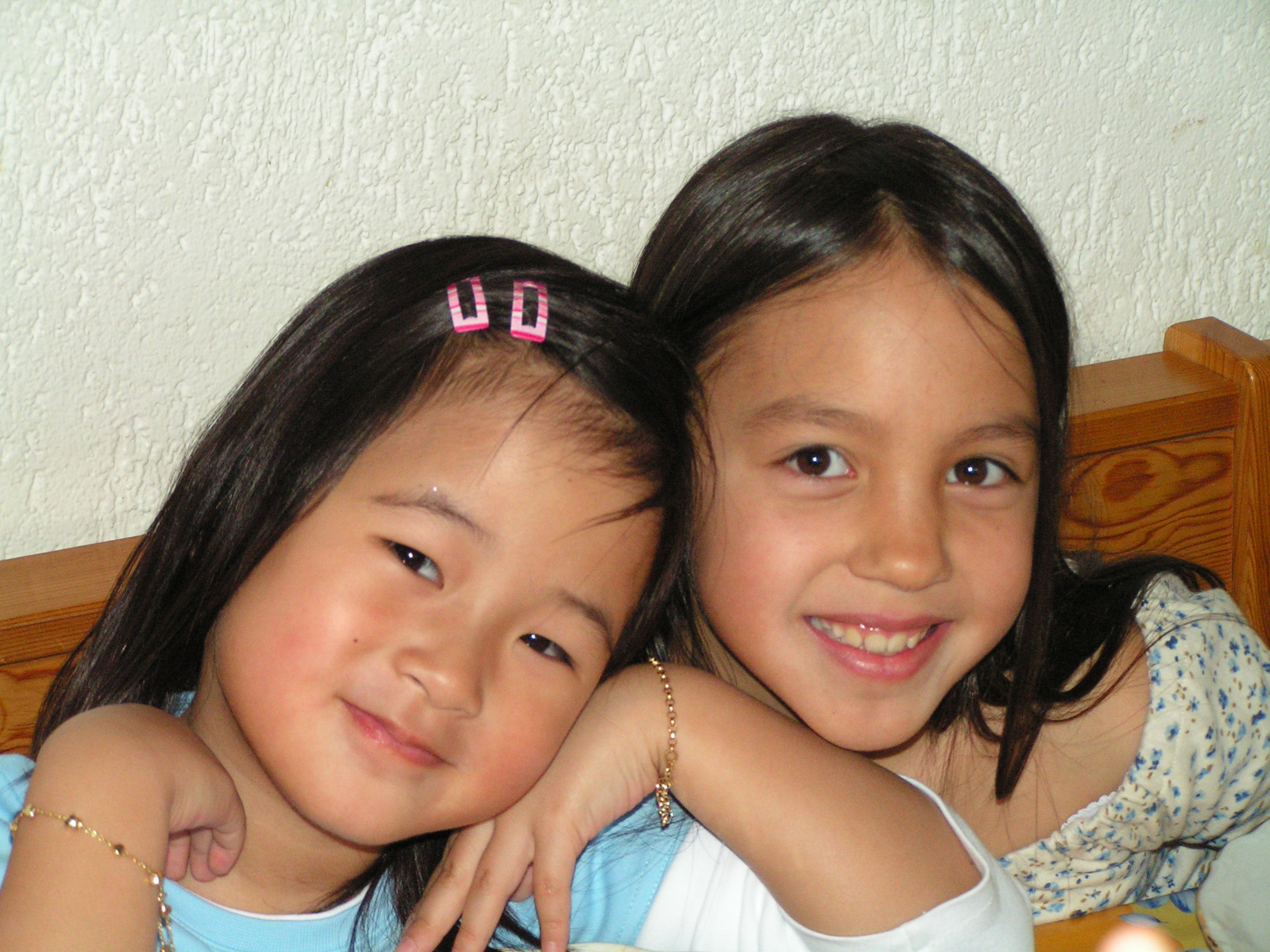
Vriendinnen

Vriendschap is een nauwe relatie of verhouding tussen twee of meerdere mensen. Hierbij speelt het geslacht geen rol en daarnaast seksualiteit vaak ook niet. Het belangrijkste waarop een goede vriendschap gebouwd is, is vertrouwen en onvoorwaardelijkheid. Iemand met wie men vriendschap heeft noemt men een 'vriend' of 'vriendin'. Synoniemen voor vriend zijn 'kameraad', 'kornuit', 'makker', 'maat', 'amigo', 'gabber', 'slapie', 'mattie' of 'bro' (afgeleide van brother, oftewel broeder).
Vriendschappen worden met woorden of zonder gesloten. Vrienden helpen elkaar en aanvaarden meer van elkaar dan andere relaties. Ook dat wat men als vrienden of vriendinnen voor elkaar doet wordt vriendschap genoemd. Bij een belangeloze vriendschap kijkt de één naar wat de ander nodig heeft en worden eigen belangen/verlangens op de achtergrond geplaatst.

## Ontwikkelingspsychologie
In de typische opeenvolging binnen de emotionele ontwikkeling van een individu, komen vriendschappen na ouderlijke hechting en voor een (langdurige) liefdesrelatie. In de tussenliggende periode tussen het einde van de vroege kindertijd en het begin van volwassenheid, zijn vriendschappen vaak de belangrijkste relaties in het emotionele leven van de adolescent, en vaak intenser dan andere relaties. De afwezigheid van vrienden kan emotioneel schadelijk zijn (in het bijzonder voor meisjes).
De evolutionair psychologische benadering van de menselijke ontwikkeling heeft geleid tot de theorie van het zogenaamde Dunbar's number, dat door de Britse antropoloog Robin Dunbar is voorgesteld. Hij theoriseerde dat er een limiet van ongeveer 150 mensen is met wie een mens stabiele sociale relaties kan onderhouden.
Het hebben van goede vriendschappen heeft als voordeel dat het goed is voor de gezondheid, zowel op lichamelijk als op geestelijk niveau. Als iemand omgaat met vrienden, verlaagt het stressniveau wat weer gunstig is voor de werking van het afweersysteem. Daarnaast geven vrienden richting in het leven: ze bevestigen elkaars identiteit.

## Varianten en gradaties

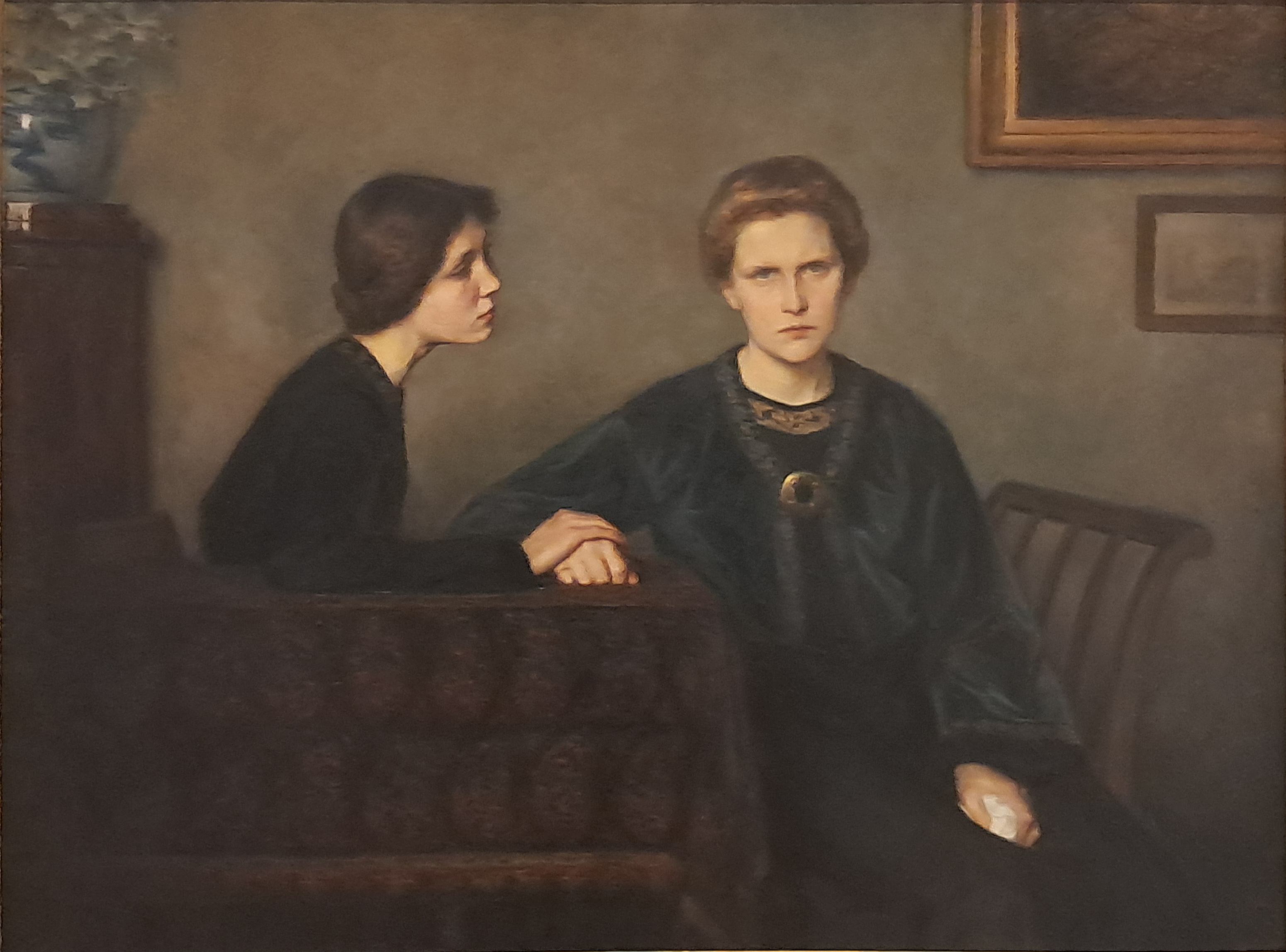
Vriendinnen, schilderij van de Deense kunstschilder Brita Barnekow

Twee mensen die een bijzonder hechte en langdurige vriendschap hebben, worden vaak boezemvrienden genoemd; vrouwen heten dan ook wel hartsvriendinnen. Ook de termen beste vriend en beste vriendin worden gebruikt. Naast de vriend bestaat er ook de kennis. Met een kennis gaat men over het algemeen luchtig vriendschappelijk om; wederzijdse verwachtingen, inspanningen en verplichtingen zijn in dat soort contacten niet zo belangrijk en soms geheel afwezig.
Een vriendschap tussen twee mannen kan ook liefdevolle en hechte vormen aannemen, zonder dat er sprake is van seksuele intenties. Zulke vriendschap noemt men bromance.

### Liefdesrelaties
In het Nederlands wordt het woord vriend of vriendin voor zowel een vriendschappelijke als een liefdesrelatie gebruikt, wat verwarrend kan zijn. Een apart woord voor seksuele relaties, zoals 'lover', 'boy-/girlfriend', 'petit(e) ami(e)' of 'petit(e) copain/copine' is minnaar, of minnares. In het Vlaams spreekt men ook wel van 'een lief' bij een verkering (zowel de kindervariant als de meer serieuze).
Uit de context is soms af te leiden om welke betekenis het gaat. Meestal wordt er onderscheid gemaakt tussen liefdesrelaties en vriendschappen door een bezittelijk voornaamwoord of lidwoord voor het zelfstandig naamwoord te plaatsen. Zo is "een vriend(in)" vriendschappelijk bedoeld en wordt "mijn vriend(in)" gebruikt om een liefdesrelatie aan te duiden. Soms wordt het woord dan in een verkleinde vorm gebruikt: 'ze heeft een nieuw vriendje'. Maar in bepaalde kringen wordt ook het verkleinwoord gebruikt voor niet-seksuele relaties, bijvoorbeeld als het gaat om kleine kinderen.

### Aristoteles
Aristoteles onderscheidde drie soorten vriendschappen:
- Vriendschap omdat het nuttig is: de ander kan je helpen, van de ander kan je iets leren, komt vaak voor bij zakelijke contacten en onder collega's.
- Vriendschap omdat je er plezier van hebt: je hebt iemand waarmee je kan gaan tennissen, naar een concert kan gaan.
- Vriendschap om niet: de ander liefhebben om hoe diegene is en het geluk voor de ander willen, waarbij men eigen belangen/verlangens op de achtergrond plaatst.

De laatste categorie zag hij als de meest duurzame variant.

### Sociale media
Op bepaalde sociaalnetwerksites kan een lid een ander lid een vriendschapsverzoek doen. Als de ander akkoord gaat gelden de twee op de site als elkaars vriend. Men kan dan bijvoorbeeld van de pagina van het ene lid via een link naar de pagina van het andere lid gaan. Ook zijn er privileges aan de vriendschap verbonden, zoals meer informatie van de ander zien, en mogelijkheden om op de pagina van de ander iets toe te voegen.